# Glagolita Clozianus

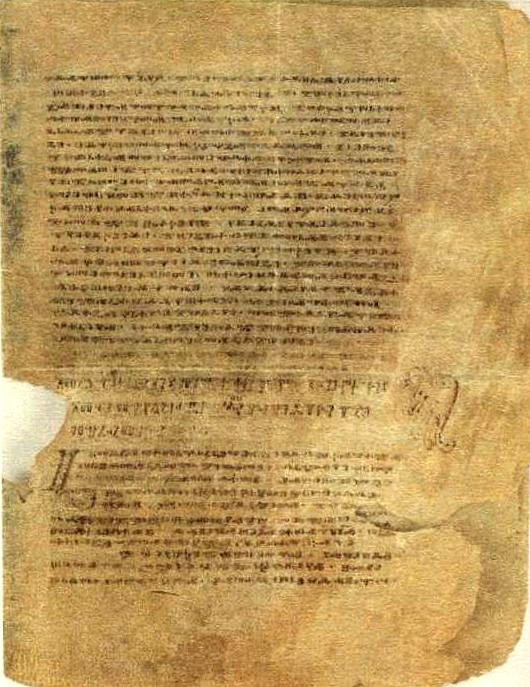
Glagolita Clozianus

Glagolita Clozianus ist eine Handschrift in altbulgarischer Sprache in glagolitischer Schrift aus dem 11. Jahrhundert wahrscheinlich im westbulgarischen Sprachraum (heute Nordmazedonien, Schule von Ohrid).
Sie enthält auf 14 Pergamentblättern zwei vollständige Homilien von Johannes Chrysostomos und Athanasios von Alexandrien und drei unvollständige Homilien von Johannes Chrysostomos und einem unbekannten Autor (Methodius von Saloniki?). Sie war ursprünglich wesentlich umfangreicher, vielleicht etwa 552 (1104) Blätter.
Zwölf Blätter der Handschrift wurden im 19. Jahrhundert von Paris Cloz aus der Familie der Frankopanen von der Insel Krk in Dalmatien an das Stadtmuseum in Trient gegeben, dort befinden sie sich noch heute. Zwei Blätter entdeckte der Slawist Franz Miklosich und gab sie an das Tiroler Landesmuseum in Innsbruck.

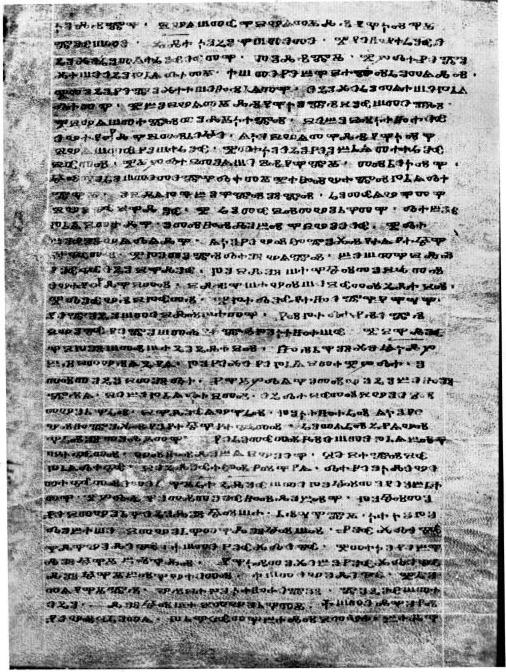
Glagolita Cluzianus, fol. 5r

## Ausgaben
- Bartholomaeus Kopitar, Glagolita Clozianus, 1836 in der Google-Buchsuche
- Franz Miklosich, Glagolita Clozianus, 1860
- Antonín Dostál, Clozianus, staroslověnsky hlaholský sborník tridentský a innsbrucký, Prag 1959 (glagolitischer Text, kyrillische Transkription, griechische Originaltexte, tschechische Übertragung, Wörterverzeichnis)